# Jaime Palomera i Zaidel
Jaime Palomera i Zaidel   (26 d'octubre de 1982) és un antropòleg català. És cofundador del Sindicat de Llogateres i codirector de l'Institut de Recerca Urbana de Barcelona.

## Obra publicada
- El segrest de l'habitatge. Per què és tan difícil tenir casa, i com això pot trencar la societat.  Pòrtic, 2025. ISBN 978-84-9809-601-9.[4][5]